# フェリックス・パパラルディ
フェリックス・パパラルディ（Felix Pappalardi、1939年12月30日 - 1983年4月17日）は、アメリカ合衆国のロック・ミュージシャン、音楽プロデューサー。
1960年代にクリームを初め様々なバンドやミュージシャンのアルバム制作に参加してアレンジャーや音楽プロデューサーを務めた。1960年代末から70年代半ばにかけて、創生期のアメリカン・ハードロックの代表格の一つであるマウンテンのベーシスト兼ヴォ―カリストとして活動した。

## 来歴
ニューヨークのブロンクス区生まれ。
マンハッタンのハイ・スクール・オブ・ミュージック・アンド・アートからミシガン大学に進学して、クラシック音楽を学んだ。

### プロデュ―サー及びアレンジャーとして
大学卒業後、ニューヨークに戻ってアレンジャーや音楽プロデューサーとして仕事を行うようになった。1960年代前半にはグリニッジ・ヴィレッジのフォーク・ミュージシャン達と旧交を温め、トム・パクストン、ヴィンス・マーティン・アンド・フレッド・ニールなどの作品でベースやギタロンを弾き、ストリングス編曲を引き受け実績を重ねた。
1966年、RCAレコードと契約を結んだヤングブラッズのアルバム制作にプロデューサーとして携わった。
1967年5月、アトランティック・レコードのトム・ダウドによってクリームのプロデューサーに起用され、エリック・クラプトン、ゲイル・コリンズと「ストレンジ・ブルー」を共作し、セカンド・アルバム『カラフル・クリーム』をプロデュースした。さらに『クリームの素晴らしき世界』（1968年）と『グッバイ・クリーム』（1969年）では、キーボード、ヴィオラなど様々な楽器を演奏した。さらにジャック・ブルースがクリーム解散後に発表した初のソロ・アルバム『ソングス・フォー・ア・テイラー』（1969年8月）のプロデュースも担当した。
1967年、ロングアイランド出身のヴァグランツというバンドのシングルに曲を提供してプロデュースも担当したが、ヒットには結びつかなかった。1969年にBud Pragerとウィンドフォール・レコードを設立。ヴァグランツのギタリストだったレスリー・ウェストのソロ・デビュー作『マウンテン』（1969年7月）にプロデュース、曲作り、演奏で参加し、ウィンドフォール・レコードから発表した。

### マウンテン
1969年、ウェスト、『マウンテン』の制作に参加したN.D.スマート（ドラムス）、元ジ・デヴィルズ・アンヴィル、ウイングスのスティーヴ・ナイト（キーボード）とマウンテンを結成。彼等は7月にフィルモア・ウェストでライブ・デビューし、8月にはウッドストック・フェスティバルに出演。その後、スマートに替えて当時エナジーのドラマーだったカナダ人のコーキー・レイングを迎えて、1970年にウィンドフォール・レコードからデビュー・アルバムを発表した。
彼はベースの演奏とプロデュースを専任し、曲作りとリード・ボーカルをウェストと分担した。1969年に結婚したコリンズがアルバム・ジャケットの制作と彼の衣装のデザインを担当し、曲作りにも参加した。
マウンテンはアルバム3作を発表。1972年1月、パパラルディは慢性の聴覚異常などの様々な健康障害を理由にツアーには参加しないことをウェストらに告げ、マウンテンを解散。彼は当時薬物中毒に陥って、コンサート活動に支障を来たしていたとされる。解散後、1969年のウッドストック・フェスティバルでの録音を含むライブ・アルバムが発表された。
1973年、彼はベドラム（Bedlam）のアルバム『狂人どもの舞踏会』をプロデュースした。同年8月、ウェストと新メンバーでマウンテンを再結成して日本公演で初来日。1974年、マウンテンは日本公演の2枚組ライブ・アルバムとレイングを迎えたスタジオ・アルバムを発表し、国内ツアーを行なったが、同年暮れに解散。ウィンドフォール・レコードも閉鎖された。

### その後
1975年8月、日本の5都市で開催された『ワールド・ロック・フェスティバル・イーストランド』で、ジョー山中（元フラワー・トラベリン・バンド）と共演。当日対バンとして出演したクリエイションをアメリカに招いて、コラボレーション・アルバム『クリエイション・ウィズ・フェリックス・パパラルディ』を制作して1976年4月5日に発表。同月、日本武道館と天王寺野外音楽堂でクリエイションとの共演ライブを行なった、。またアメリカ盤"Felix Pappalardi & Creation"がA&Mレコードから発売されたことに伴なって、6月にはクリエイションと共にアメリカ・ツアーを行なった。
1978年、レイング、イアン・ハンター、ミック・ロンソンとバンドを結成してアルバムを制作するが、デビューには至らなかった。1979年、エリック・ゲイル、リチャード・ティー、チャック・レイニー、バーナード・パーディ等のセッション・ミュージシャンと制作したソロ・アルバム『ドント・ウォリー・マ』を発表した。

### 死

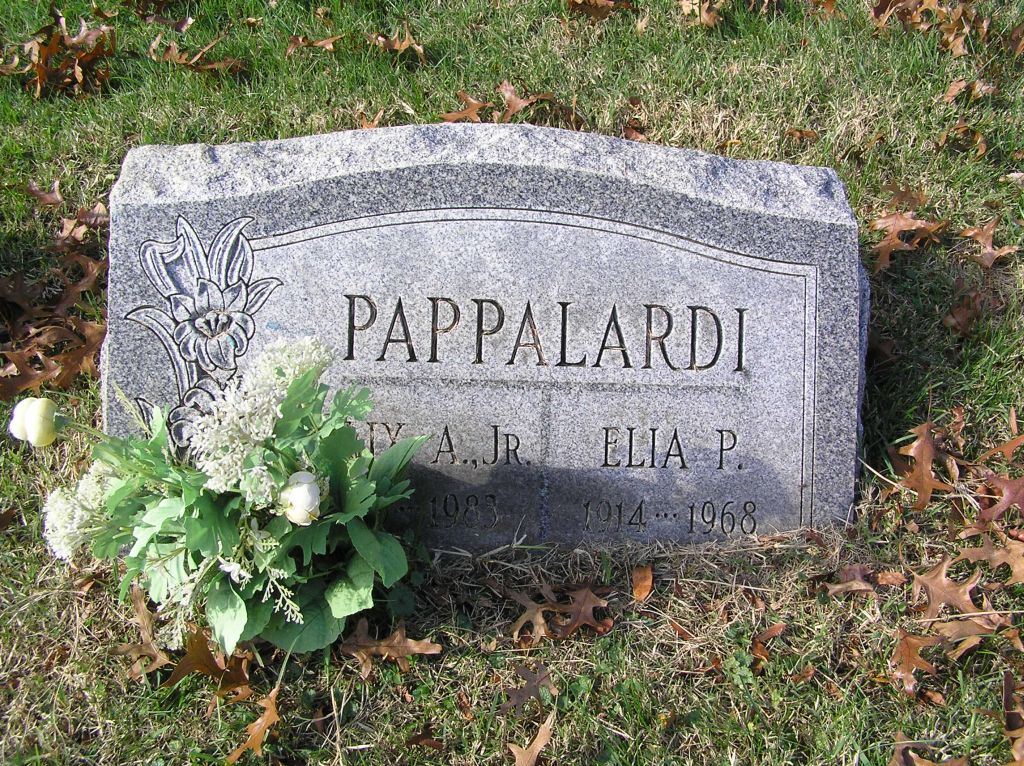
ウッドローン墓地にあるパパラルディの墓。

1983年4月17日、自宅にしていたマンハッタンのアパートで、妻コリンズに首を撃たれ死亡した。享年43歳。故郷ブロンクスのウッドローン墓地に埋葬された。
コリンズは第二級殺人で訴追された。彼女は「夫に愛人がいることを知ってはいたが、自分には殺意はなく、夫の死は銃の発射の練習中の事故だった」と主張し、過失致死罪として懲役4年の実刑判決を受けた。そして服役したが刑期の半分で仮釈放され、2013年12月6日にメキシコで死去した。

## ディスコグラフィ

### ソロ
- Love Someday / You Lie To Me（1967年）※プロモーション・シングル[32]。
- 『ドント・ウォリー・マ』 - Don't Worry Ma (1979年)

### レスリー・ウェスト
- 『マウンテン』 - Mountain (1969年) ※マウンテン結成のきっかけになったレスリー・ウェストのソロ・アルバム

### マウンテン
- 『勝利への登攀』 - Climbing! (1970年)
- 『ナンタケット・スレイライド』 - Nantucket Sleighride (1971年)
- 『悪の華』 - Flower of Evil (1971年)※片面はライブ
- 『マウンテン・ライヴ 暗黒への挑戦』 - Mountain Live: The Road Goes Ever On (1972年) ※ライブ
- 『ベスト・オブ・マウンテン』 - The Best of Mountain (1973年) ※ベスト
- 『異邦の薫り』 - Twin Peaks (1974年) ※ライブ
- 『雪崩』 - Avalanche (1974年)

### クリエイション・ウィズ・フェリックス・パパラルディ
- 『クリエイション・ウィズ・フェリックス・パパラルディ』 - Creation with Felix Pappalardi (1976年) ※クリエイションとの連名
- 『CREATION with FELIX PAPPALARDI Live at 武道館1976』 - Live at BUDOKAN 1976 (2007年) ※クリエイションとの連名、1976年録音のライブ

### その他
- The Secret Sessions (1999年) ※コーキー・レイング、イアン・ハンター、ミック・ロンソンとの連名

### 主なプロデュース作品
アーティストの姓またはバンド名の五十音順で記載。
ジョリヴァー・アーカンソー
- Home (1969年)

ガソリン
- Killin' Time (1978年)

クリーム
- 『カラフル・クリーム』 - Disraeli Gears (1967年)
- 『クリームの素晴らしき世界』 - Wheels of Fire (1968年)
- 『グッバイ・クリーム』 - Goodbye (1969年)
- 『ライヴ・クリーム』 - Live Cream (1970年) ※1968年録音のライブ
- 『ライヴ・クリーム Vol.2』 - Live Cream Vol. 2 (1972年) ※1968年録音のライブ

ケンジントン・マーケット
- Avenue Road (1968年)

デッド・ボーイズ
- 『ウィ・ハヴ・カム・フォー・ユア・チルドレン』 - We Have Come for Your Children (1978年)

ナチュラル・ガス
- Natural Gas (1976年)

ジャック・ブルース
- 『ソングス・フォー・ア・テイラー』 - Songs for a Tailor (1969年)

ベドラム
- 『狂人どもの舞踏会』 - Bedlam (1973年)

ホット・ツナ
- 『ダブル・ドーズ』 - Double Dose (1978年)

ジェシ・コリン・ヤング
- Love on the Wing (1977年)

ヤングブラッズ
- 『ヤングブラッズ』 - The Youngbloods (1967年)
- 『アース・ミュージック』 - The Earth Music (1967年)

## 日本公演

### 1975年
※『ワールド・ロック・フェスティバル・イーストランド』にフェリックス・パパラルディ・ウィズ・ジョー（ワールド・ロック・フェスティバル・バンド）として出演。
- 8月3日 札幌・真駒内競技場
- 8月5日 名古屋・愛知県体育館
- 8月6日 京都・丸山公園野外音楽堂
- 8月7日 東京・後楽園球場
- 8月9日 仙台・トレールランド菅生

### 1976年
※クリエイション・ウィズ・フェリックス・パパラルディ